# La Flèche (poule)
Pour les articles homonymes, voir La Flèche et Flèche.
La Poule de La Flèche est une ancienne race de poules françaises, connue depuis le XVe siècle, originaire de la région de la ville de La Flèche dans la Sarthe.

## Description

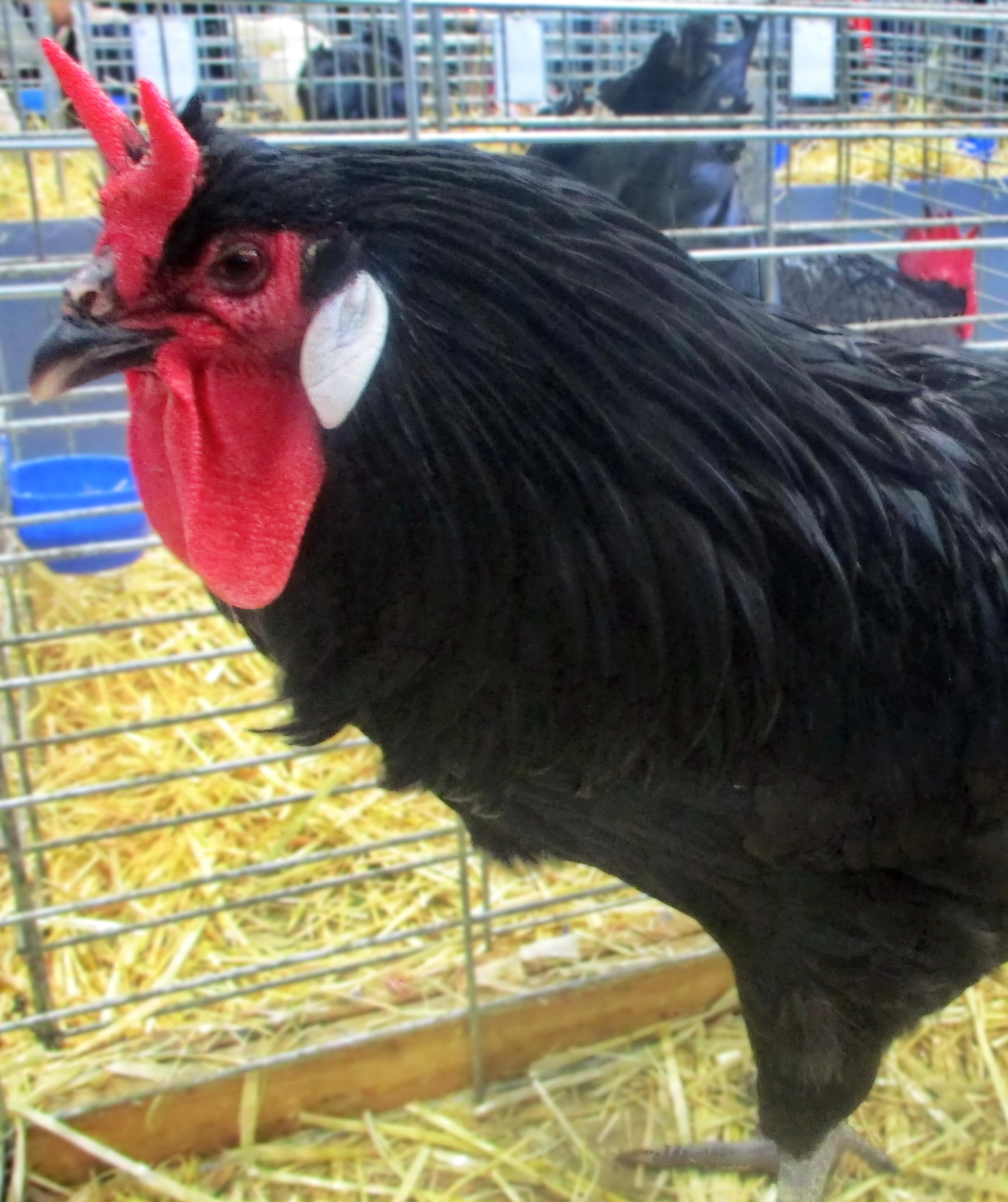
Tête du coq.

La poule de La Flèche est dotée d’une crête en forme de corne, ce trait fait de cette race une volaille originale.
Elle doit sa réputation à la finesse de sa chair. Les mâles pèsent entre 3,5 kg et 4 kg tandis que les femelles pèsent, elles, entre 3 kg et 3,5 kg. Ce sont des poules très pondeuses qui donnent de gros œufs blancs.
C'est une race rustique et vive, adaptée à la vie en plein air.

### Origine
Cette volaille vient d’une très ancienne race avicole française dont on relève les traces dès le XVe siècle. Originaire des cantons de La Flèche et de Malicorne et de Mézeray où elle a peuplé durant des siècles les fermes sarthoises, contribuant ainsi à la prospérité des cultivateurs et éleveurs du Maine et de l’Anjou.
La Crèvecœur a participé à sa création (elle en a hérité la forme de la crête, la masse et la couleur du plumage et des yeux entre autres).

La chair de ce gallinacé est à ce point délicieuse qu’elle fit autrefois la renommée de La Flèche. Par ailleurs, on sait qu’en 1831, il se vendait sur le marché de La Flèche le mercredi, automne et hiver, une quantité prodigieuse de poulardes, dont les marchands achetaient la plus grande partie afin de les envoyer à Paris, dans les restaurants les plus prestigieux.

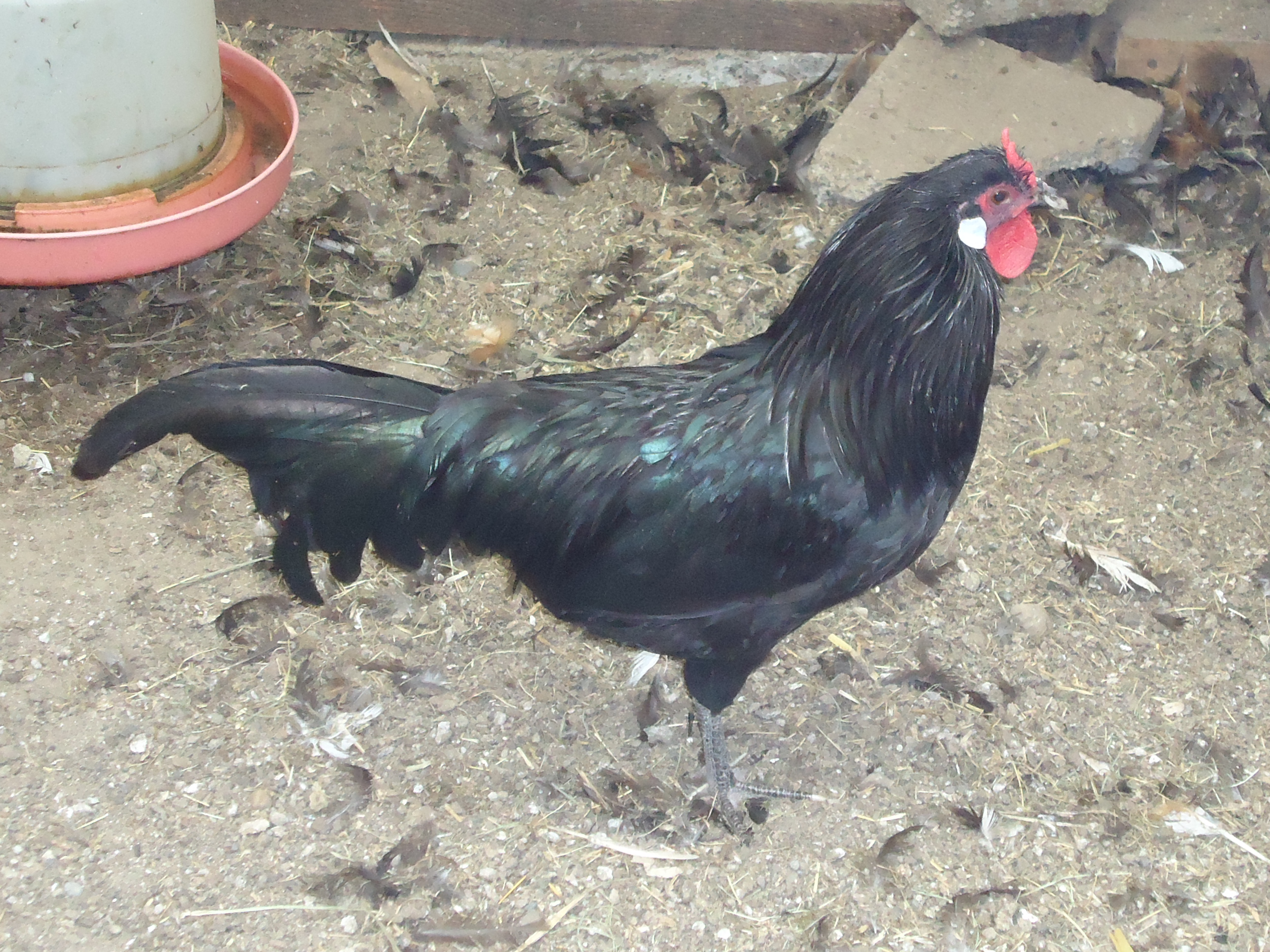
Coq La Flèche nain noir.

Sa cousine, la poule Le Mans est en cours de reconstitution[évasif].

### Standard
- Coq de La Flèche coucou.

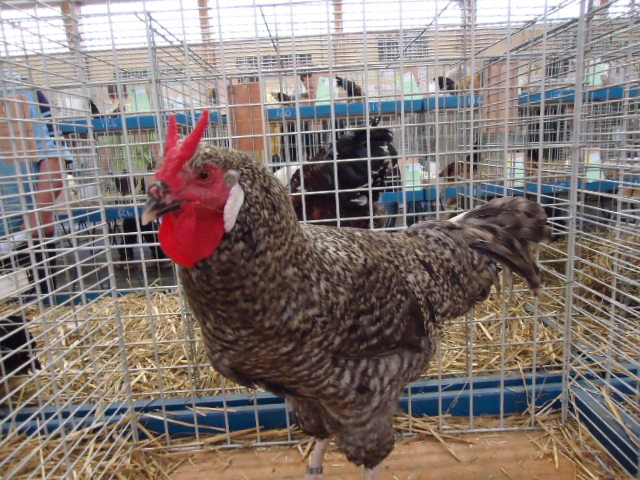
Coq de La Flèche coucou.

- Corps : cylindrique à poitrine large et profonde, long, relevé, à forte ossature.
- Tête : à l'aspect sévère avec un léger épi derrière les cornes.
- Narines évasées et reliées par un fer à cheval ; ne formant pas une ligne continue mais un décrochement avec le bec.
- Crête : à cornes rouges et symétriques en forme de « U » ou de « V ».

Oreillons : grands, ovales, blanc pur.
- Couleur des yeux : rouge à rouge brunâtre.
- Couleur de la peau : blanche.
- Couleur des tarses : entre le noir et le plomb foncé.
- Variétés de plumage : noir, blanc, coucou, bleu andalou, gris perle.

- Grande race :
  - masse idéale : coq, min. 3,5 kg – poule, 3 kg.
  - œufs à couver : min. 70 g, coquille blanche.
  - diamètre des bagues : coq, 22 mm – poule, 20 mm.

- Naine :
  - masse idéale : coq, 900 g – poule, 800 g.
  - œufs à couver : min. 35 g, coquille blanche.
  - diamètre des bagues : coq, 15 mm – poule, 13 mm.

## Club officiel
Le la flèche club français

### La poule de La Flèche aujourd’hui
Après avoir quasiment disparu, l’élevage de cette volaille a repris ; on la retrouve dans les fermes traditionnelles, sur les marchés et sur les bonnes tables familiales. Bon nombre de  chefs continuent de cuisiner cette poule dans les grands restaurants gastronomiques de France, malgré la rareté de ce produit.
C'est l'une des rares races de poules françaises à figurer parmi les 108 races de poules reconnues du British Poultry Standard.

## Sources
1. ↑  La flèche club français : site officiel.

- Le Standard officiel des volailles (Poules, oies, dindons, canards et pintades), édité par la Société centrale d'aviculture de France.